# Podilský most
Podilský most (ukrajinsky Подільський міст) je dvouúrovňový kombinovaný silniční a železniční most ve výstavbě přes řeku Dněpr v Kyjevě na Ukrajině.
Dvouúrovňový a přes 4 kilometry dlouhý most má v jeho spodní části nést část budoucí trasy Podilsko-Vyhurivska kyjevského metra a horní část tři jízdní pruhy silniční dopravy v každém směru, spojující centrální čtvrť Podil s levým břehem Dněpru.
Stavbu řídí Kyjevská městská rada.

## Umístění
Most se nachází mezi stávajícím železničním mostem Petrovskyj a pěším mostem Parkovyj. První vjezd bude napojen na křižovatku v ulici Mežyhirska a Naberežno-Luhova, druhý z ulice Naberežno-Chreščatycka (současná poloha uzavřeného Rybalského mostu). Třetí vjezd se má nacházet na poloostrově Rybalskyj z ulice Naberežno-Rybalska. Na levém břehu bude most napojen na ulici Sulejmana Stalskoho, která vede na bulvár Perova.

## Charakteristika
Most je ve skutečnosti kombinace několika mostů o celkové délce 7 500 metrů:
- tři mosty přes Kyjevský přístav
- most přes Dněpr
- most přes Čortory
- most přes jezero Rajdužne
- viadukty přes ostrov Truchaniv a Horbačycha
- čtyři víceúrovňové silniční mimoúrovňové křižovatky

Část mostu určená pro automobily bude mít 3 pruhy v každém směru a měla by zvládnout kapacitu až 59 tisíc automobilů denně.

## Historie
V letech 1987-1989 byla vypracována studie proveditelnosti výstavby mostu přes Dněpr. Projekt byl schválen 25. července 1990 a poté znovu po rozpadu Sovětského svazu 19. dubna 1993. Práce na stavbě mostu začaly v roce 1993, ale kvůli nedostatku financí byla stavba téměř okamžitě přerušena.
Po několika letech zastavení výstavby se most znovu objevil v hlavním územním plánu Kyjeva pro období 2005–2020. 28. prosince 2003 byly obnoveny práce na úprav území na ostrově Truchaniv a nový projekt byl přijat v roce 2004. Na začátku stavby bylo plánováno otevření mostu v roce 2007, ale kvůli nedostatečnému financování bylo datum dokončení odloženo na rok 2008. V roce 2007 byla stavba rozšířena na poloostrov Rybalskyj, spojující jej s pravým břehem. Pro zahájení stavby musela být zbourána část továrny na stavbu lodí. Navíc museli být přesídleni obyvatelé blízkých kolejí. Přesídlení čekalo také několik domů v rusanivské zahrádkářské kolonii na levém břehu. Mezitím bylo plánované otevření znovu odloženo, tentokrát na rok 2010.
V roce 2009 byla zahájena montáž oblouku na mostě z Rybalskyj do Truchaniva, vedle něj byly postaveny pilíře pro most z Podilu. Na Rybalském poloostrově také začala výstavba sjezdu na Naberežno-Rybalskou silnici. Existoval plán postavit uprostřed něj mrakodrap, ale později byl plán zrušen. Plánované otevření mostu bylo posunuto na rok 2011.
Od roku 2010 byla většina prací prováděna na pravém břehu, zatímco na levém břehu byl problém s přesídlením domů v rusanivské kolonii. Dokončení stavby se kvůli tomu opět zpozdilo, tentokrát na rok 2014 a poté na rok 2016. V únoru bylo rozhodnuto o koupi a demolici domů, které blokovaly pokračující výstavbu mostu a přesídlení obyvatel do Bykivni. Navzdory silnému odporu obyvatel začala demolice domů v říjnu. V prosinci 2011 byly vyřešeny právní problémy se soukromými vlastníky pozemků a stavební proces byl nakonec rozšířen na ostrov Truchaniv. V červnu 2012 byla zbourána administrativní budova Kyjevského přístavu kvůli záměru vybudovat vjezd na most z Ulice Naberežno-Chreščatycka. 
Práce na oblouku měly být dokončeny v říjnu 2012, ale nedostatek financí způsobil zpomalení stavby, takže ani v roce 2013 nedošlo téměř k žádnému pokroku. Na konci roku se švédská společnost Eurocon připojila k Mostobudu v projektu urychlení výstavby. V únoru 2014 i přes probíhající Euromajdan začal proces zvedání segmentů oblouku, který byl ukončen 4. března v silné mlze. Dne 19. června byl instalován poslední segment oblouku. Poté byla stavba pozastavena, protože nebylo dostatek peněz na pokračování stavby.
Od podzimu 2016 bylo plánováno dokončení stavby v roce 2019 s investicí z Německa. V dubnu 2017 se konaly dvě výběrová řízení na dokončení mostu, jedna pro úsek z Podilu do rusanivské kolonie a další pro úsek z rusanivské kolonie do Voskresenky. Obě řízení vyhrála společnost EcoBudTrade. Podle výsledků technické kontroly, provedené německými experty, byl most hotov zhruba z 50 %. V srpnu roku 2017 byla stavba mostu obnovena. V roce 2018 se stavba zrychlila, v červenci se začaly montovat obloukové spoje, první byl instalován v srpnu. Během kontroly v říjnu starosta Kyjeva Vitali Kličko uvedl, že most bude otevřen do konce roku 2020.
V listopadu 2018 byla zbořena kolej na poloostrově Rybalskyj, která stála v cestě budoucímu mostu. V lednu 2019 začala stavba v rusanivské kolonii, kde měl most dosáhnout železnice. V březnu 2019 byla instalována poslední oblouková přípojka. V dubnu byly zahájeny přípravy na stavbu vjezdu do ulice Nižnyj. 29. dubna byl starý Rybalskyj most uzavřen kvůli plánované demontáži.
Dne 1. února 2021 Kličko uvedl, že most bude otevřen do léta 2021. V květnu 2023 starosta Kličko ujistil, že první část mostu bude otevřena v roce 2023. V listopadu roku 2023 starosta Vitalij Kličko prohlásil, že most bude otevřen „brzy“ pro běžnou dopravu a 1. prosince 2023 pro MHD. Dne 1. prosince byla otevřena první část mostu, jež vede z poloostrova Rybalskyj přes ostrov Truchaniv až do záhrádkářské kolonie Rusaniv. Dočasně však jen pro MHD a jinou speciální dopravu. Délka tohoto úseku je zhruba 4 kilometry.
Dne 1. prosince 2024 byla část mostu po 31 letech výstavby otevřena pro provoz automobilové dopravy. Ukázalo se však, že byl uveden do provozu bez platného povolení. Úplné dokončení stavby se odhaduje na rok 2026.

## Nehody
Dne 18. listopadu 2011 spadl do řeky jeřáb Zachary, který byl používán při stavbě a rozlomil se. Nehoda zničila jeřáb a znečistila Dněpr olejem.
Když byla stavba v letech 2014–2017 opuštěná, došlo k několika nehodám, při kterých lidé spadli z mostu při prozkoumávání nedokončených stavebních prací.
Dne 14. září 2016 začala hořet část mostu na poloostrově Rybalskyj kvůli zkratu.

## Galerie

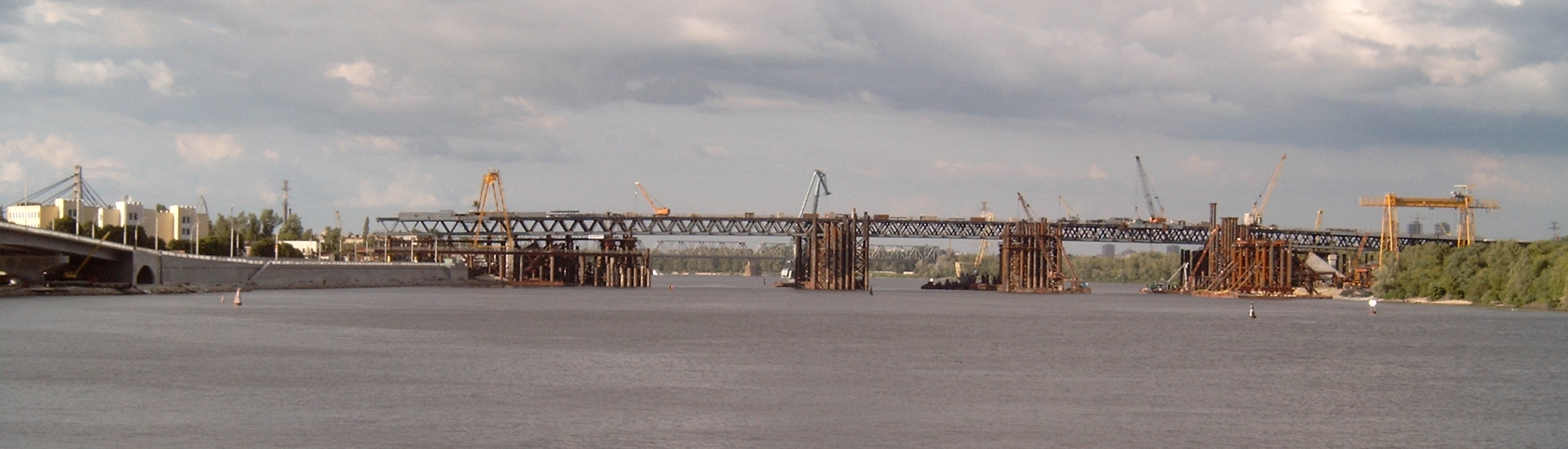
Výstavba úseku spojujícího Rybalský poloostrov s Truchanovovým ostrovem v roce 2008
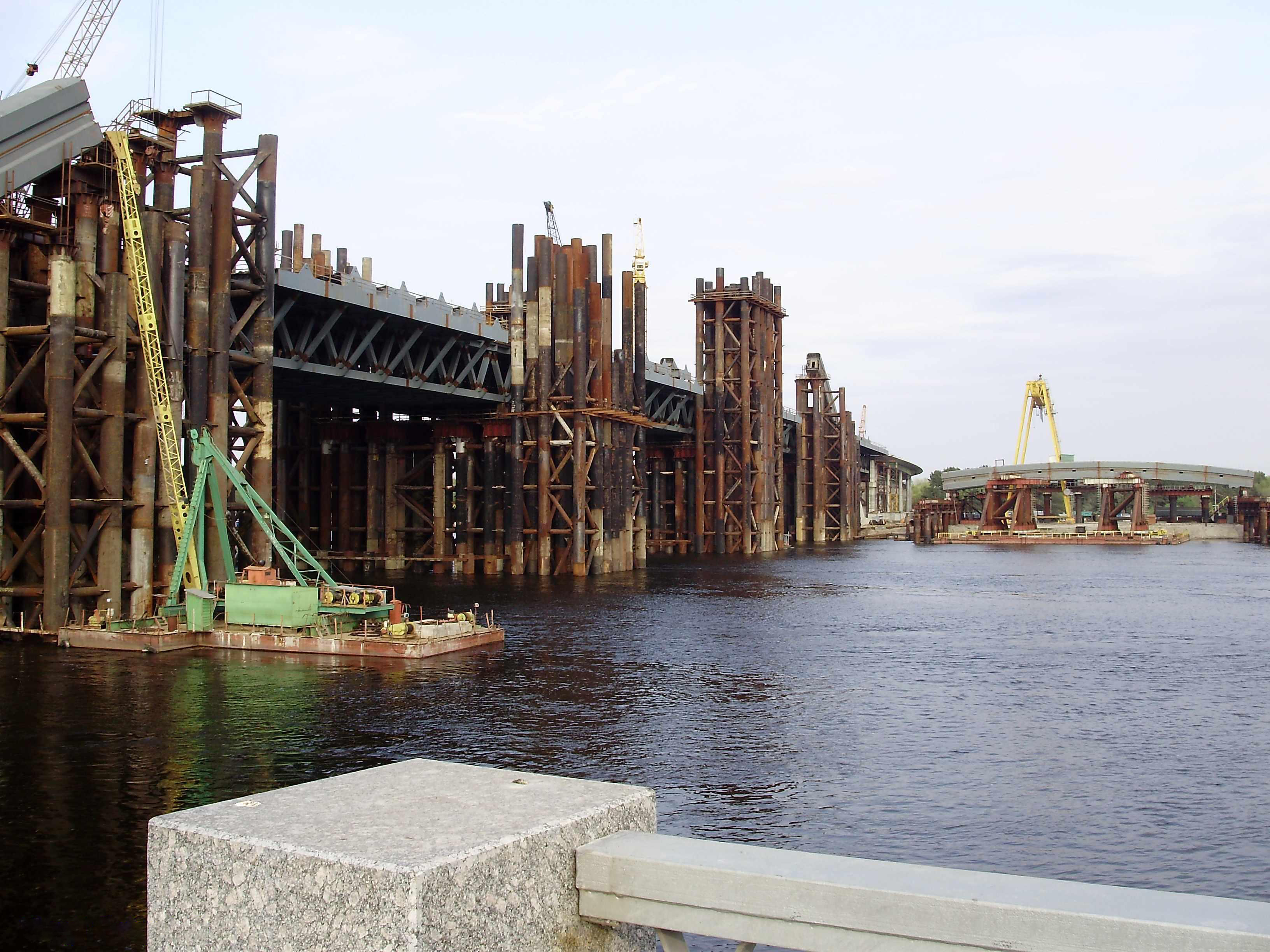
Výstavba mostu v roce 2009
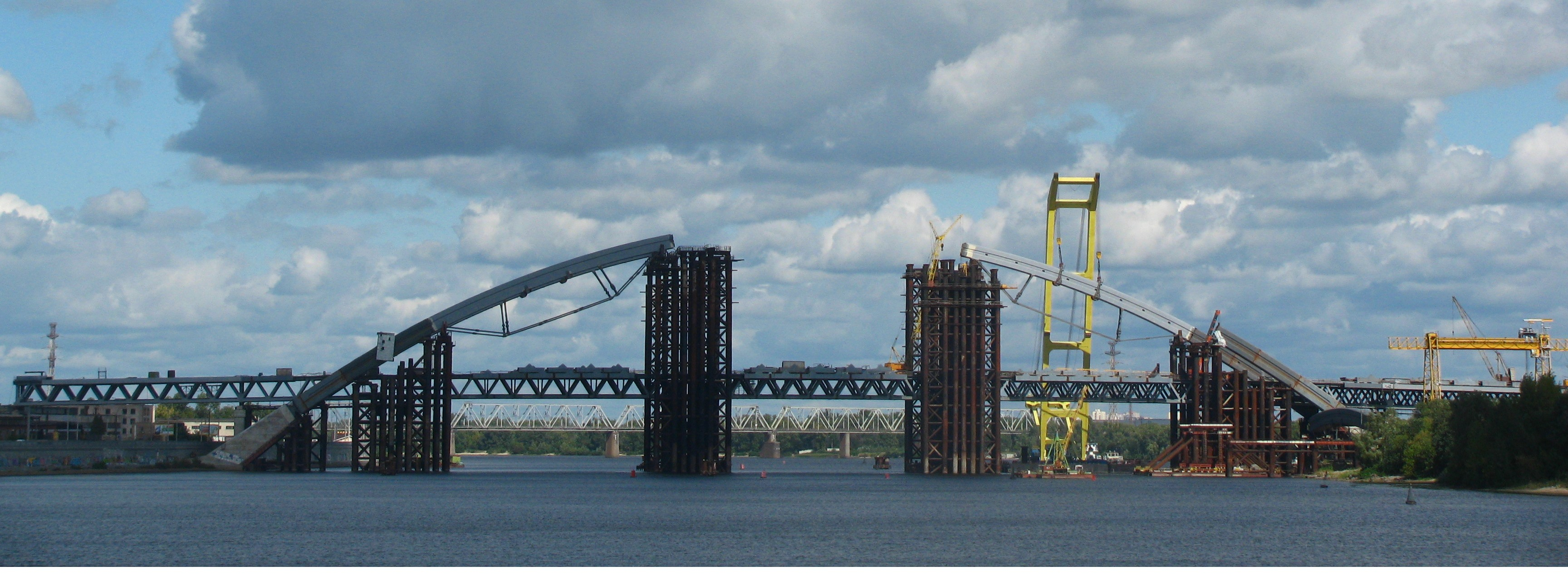
Výstavba oblouku mostu v roce 2011 jeřábem Zachary LK-600
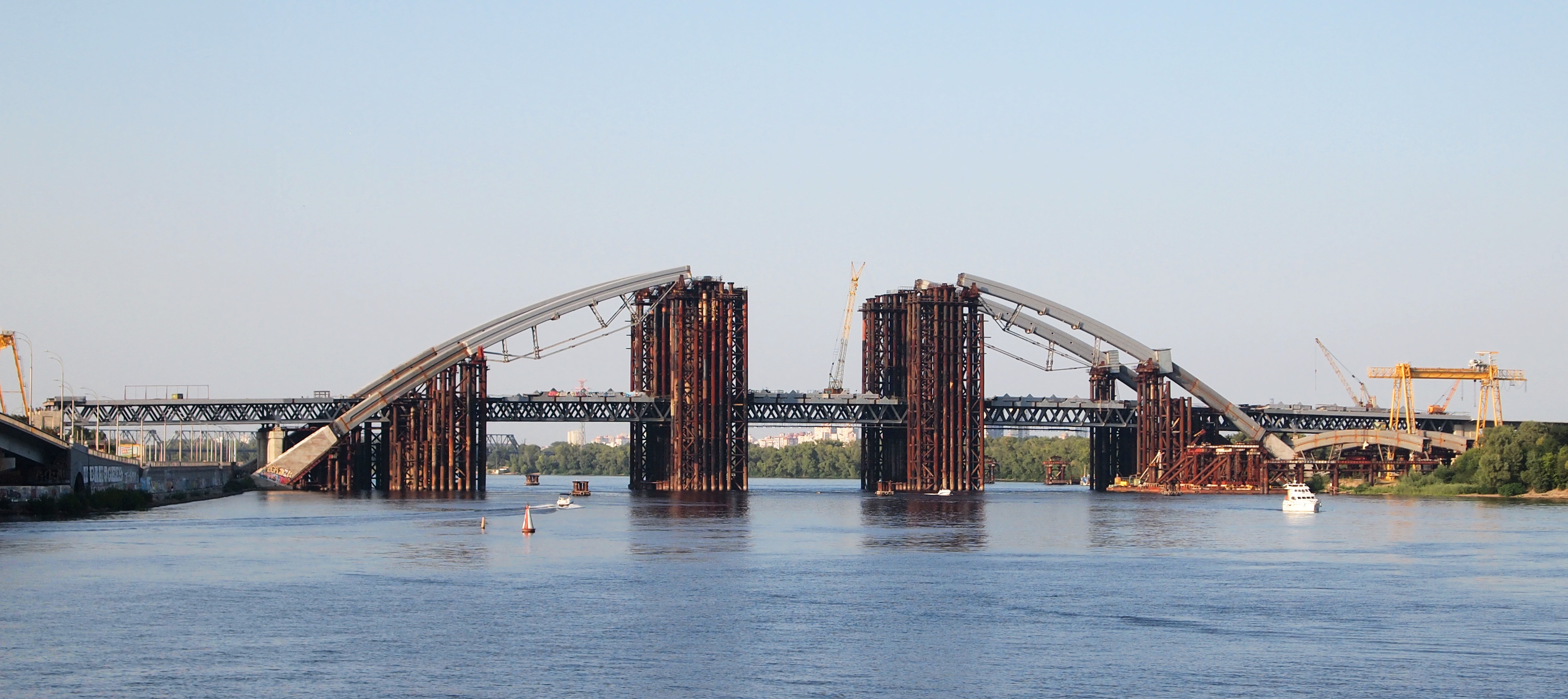
Výstavba oblouku mostu v roce 2013
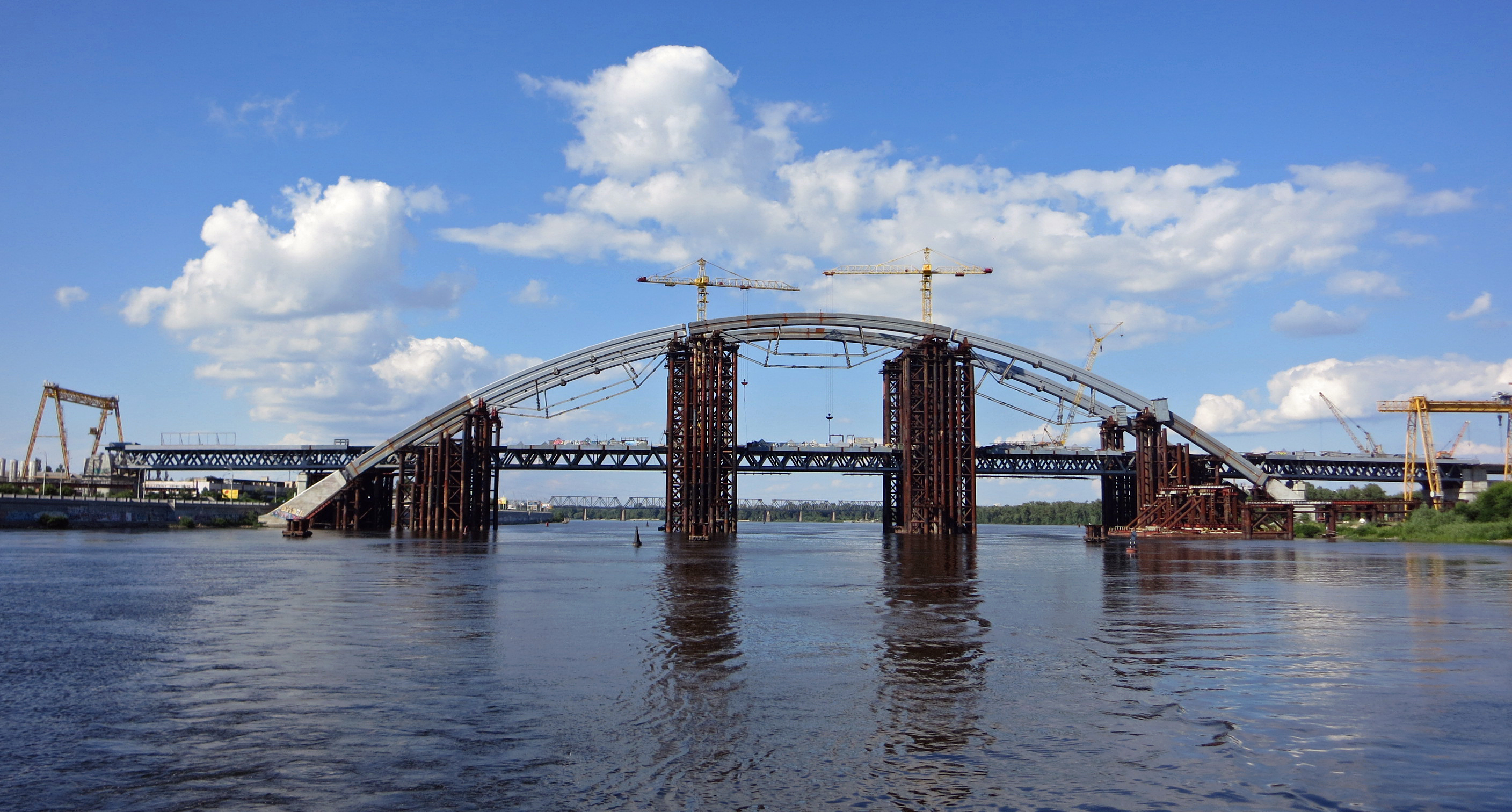
Výstavba oblouku mostu v roce 2014
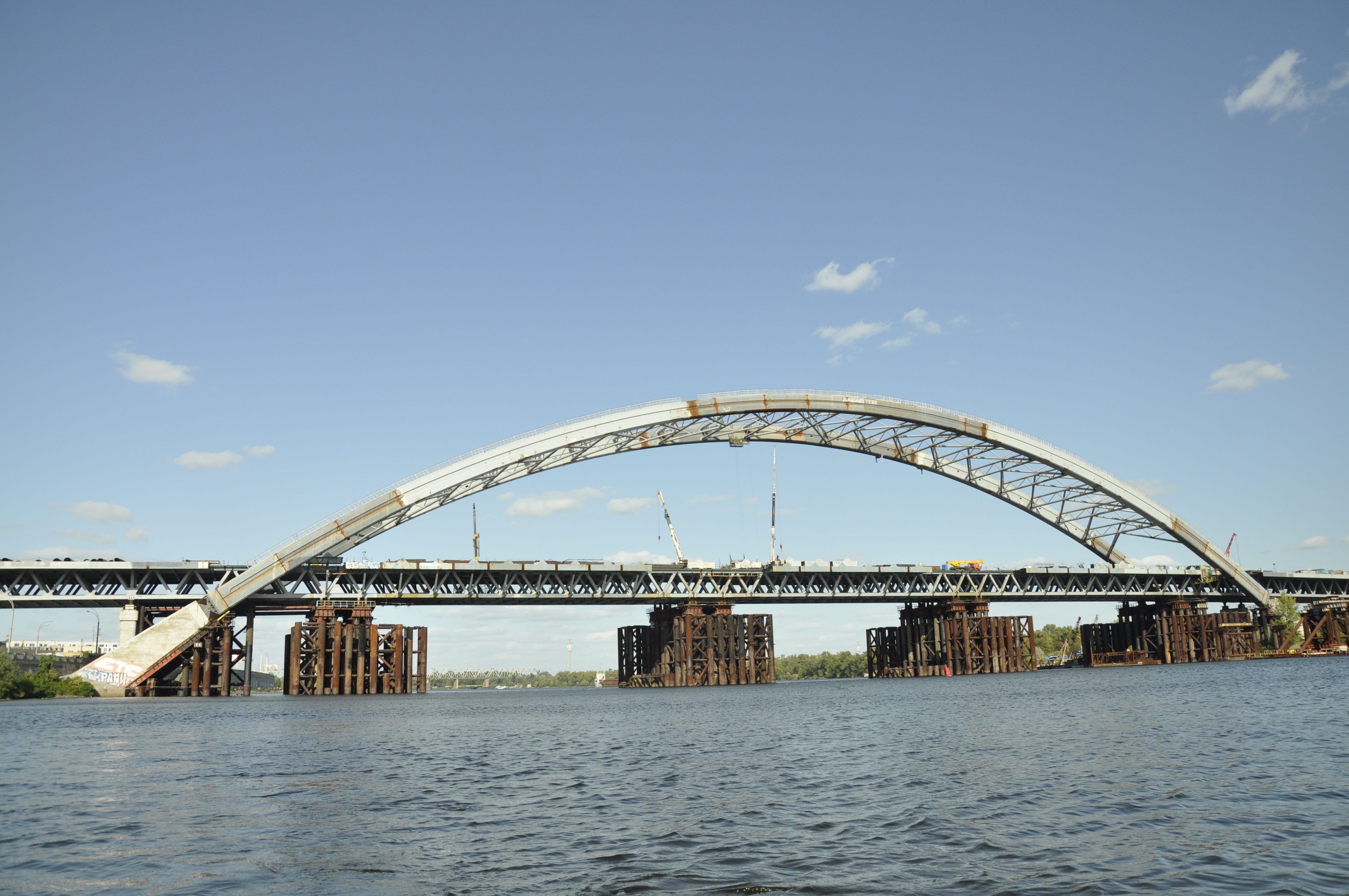
Výstavba oblouku po odstranění podpůrných konstrukcí, 2019